# Oßling
Oßling (alt sòrab: Wóslink) és un municipi alemany que pertany a l'estat de Saxònia. Es troba a 12 kilòmetres de Kamenz i a 15 kilòmetres de Hoyerswerda.

## Divisió administrativa
Comprèn els llogarets de:
- Debricy (Döbra)
- Jitro (Milstrich)
- Lěska (Lieske)
- Lubhozdź (Liebegast)
- Pisany Doł (Scheckthal)
- Skaskow (Skaska)
- Tradow (Trado)
- Wóslink (Oßling)
- Wysoka (Weißig)

## Personatges il·lustres
- Jaroměr Hendrich Imiš, predicador sòrab
- Bjarnat Krawc, compositor sòrab